# Strzępiak kosmkowaty

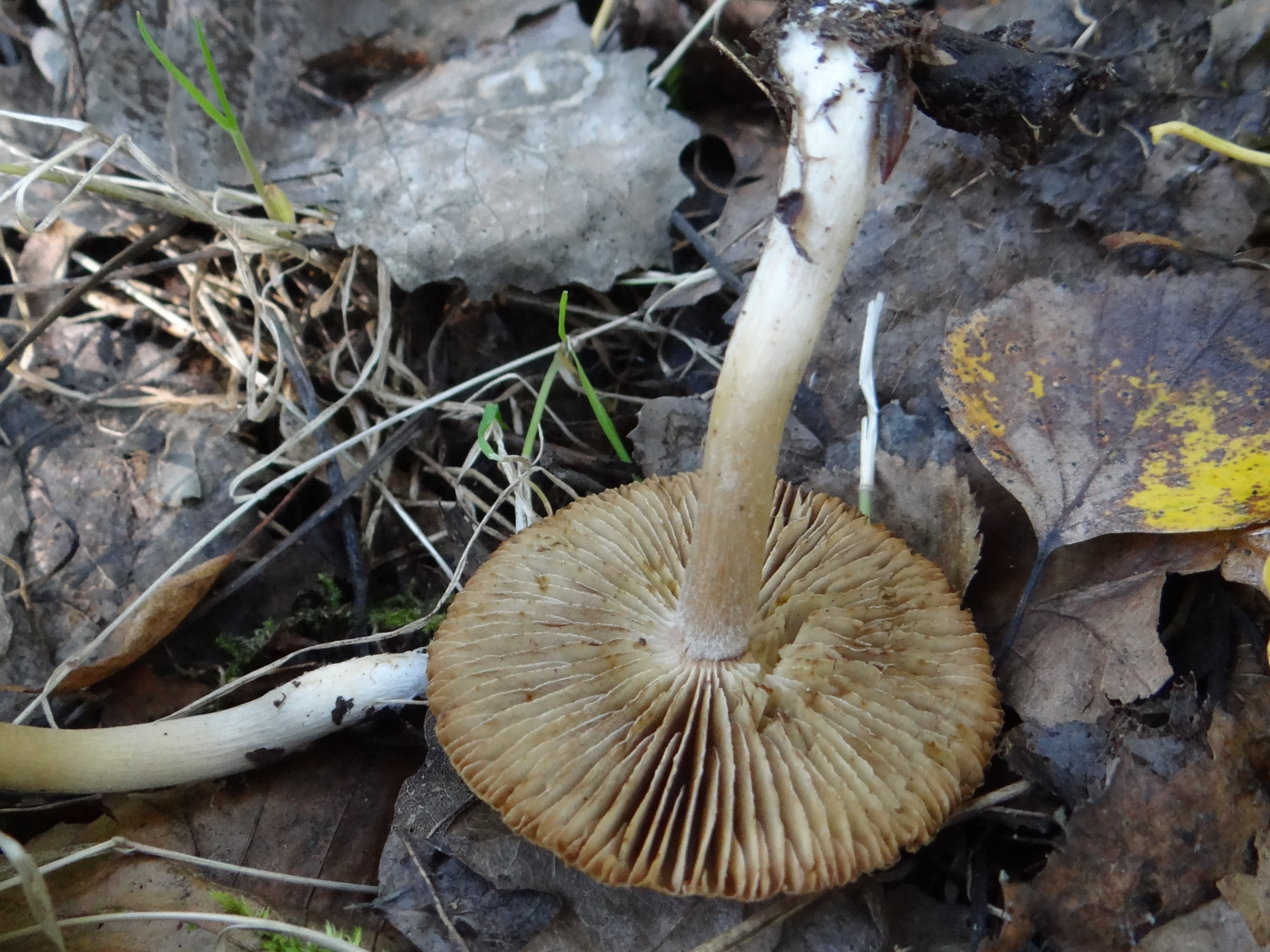

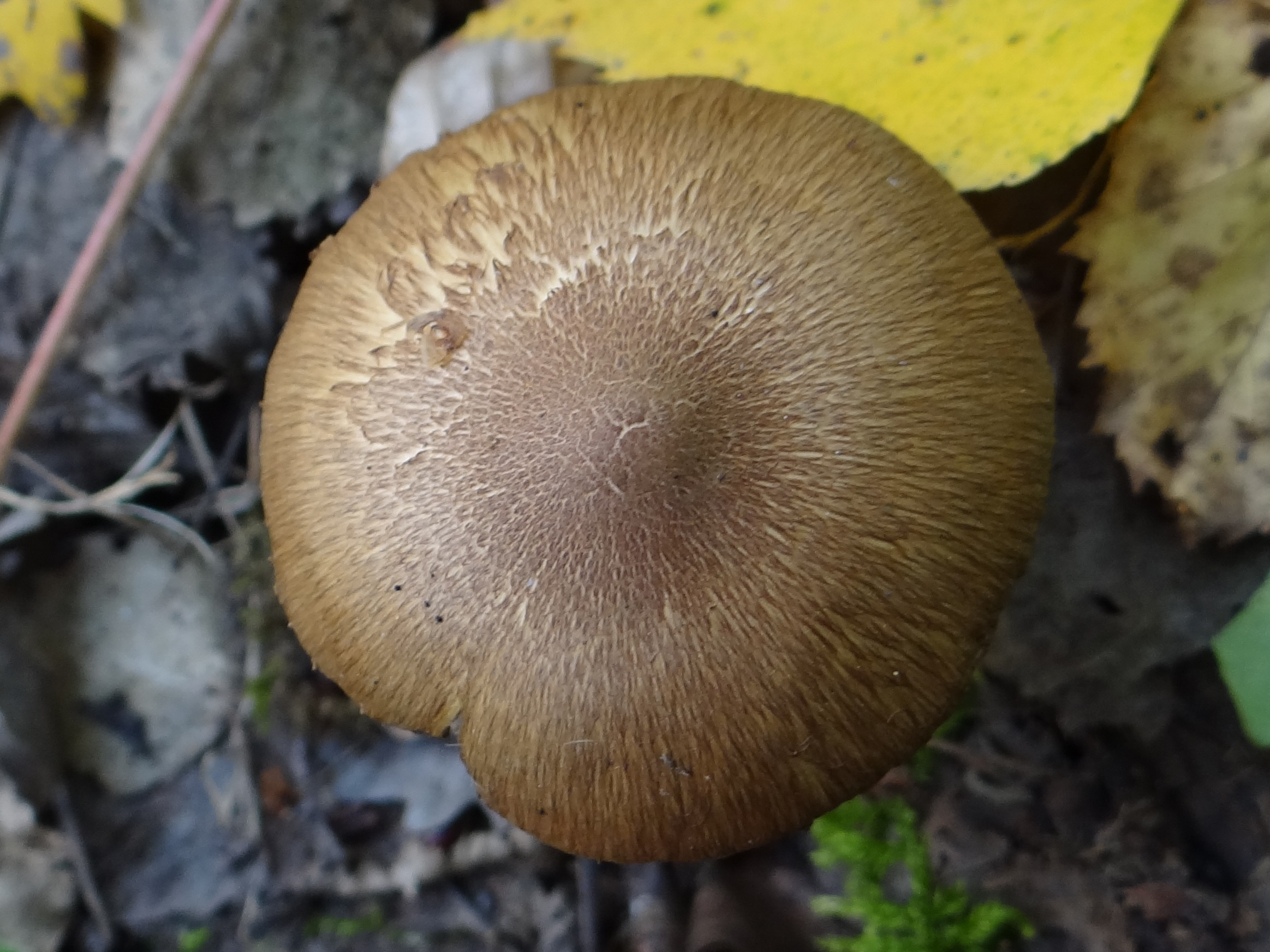

Strzępiak kosmkowaty (Inocybe flocculosa Sacc.) – gatunek grzybów z rodziny strzępiakowatych (Inocybaceae). 

## Systematyka i nazewnictwo
Pozycja w klasyfikacji według Index Fungorum: Inocybe, Inocybaceae, Agaricales, Agaricomycetidae, Agaricomycetes, Agaricomycotina, Basidiomycota, Fungi.
Niektóre synonimy naukowe:

- Agaricus flocculosus Berk. 1836
- Inocybe crocifolia Herink 1954
- Inocybe flocculosa var. abjecta (P. Karst.) R. Heim 1931
- Inocybe flocculosa var. ampullaceocystis Bizio & Consiglio 2005
- Inocybe flocculosa var. crocifolia (Herink) Kuyper 1986
- Inocybe flocculosa Sacc. 1887, var. flocculosa
- Inocybe gausapata Kühner 1955
- Inocybe geraniolens Bon & Beller 1976
- Inocybe subtigrina Kühner 1955

Nazwę polską podał Andrzej Nespiak w 1990 r.

## Morfologia
Kapelusz
Średnica 2–4 (6) cm, kształt początkowo półkulisty, później płasko rozpostarty z niewielkim garbkiem. Brzeg początkowo podwinięty, potem prosty i poszarpany. Zasnówka znika dość szybko. Powierzchnia młodych owocników filcowato-włóknista o orzechowobrązowej barwie, u starszych staje się włóknisto-lejkowata lub pasemkowata z dużymi łuskami na brzegu kapelusza, a pierwotna barwa utrzymuje się tylko na szczycie kapelusza, brzegi jaśnieją.
Blaszki
Przyrośnięte do trzonu, mieszane (oprócz blaszek kompletnych występują międzyblaszki). Początkowo są białawe, potem szaroochrowe, w końcu jasnobrązowe. Ostrza słabo orzęsione.
Trzon
Wysokość 2–5 cm, grubość 0,3–0,5 cm. Powierzchnia początkowo biaława, potem o barwie wosku, czasami jasno czerwonobrązowawa. Jest kosmkowato orzęsiony, a w dolnej części pokryty przylegającymi włókienkami.
Miąższ
Białawy, powyżej blaszek występuje w nim hialinowa pręga. Ma kwaskowaty smak.
Cechy mikroskopowe
Zarodniki o rozmiarach 7,7–9,4 × 5,1–5,5 μm. Wysmukłe, butelkowate cheilocystydy i pleurocystydy mają ściany o grubości do 1,7 μm, a niektóre z nich główkę kryształków na szczycie. Kaulocystydy mają rozmiar 35–85 × 13–18 μm, są podobne w kształcie do cheilo- i pleurocystyd, ale mają cieńszą ścianę.

## Występowanie
Notowany jest w Ameryce Północnej, Europie, Japonii, na wyspach Kanaryjskich i w południowej Australii. W piśmiennictwie naukowym na terenie Polski opisano wiele jego stanowisk. 
Rośnie na ziemi w lasach liściastych i iglastych, wzdłuż dróg polnych, rzadziej w parkach, na śmietniskach. Obserwowano występowanie pod olszami, bukami, świerkami, sosnami, topolami, dębami, wierzbami i lipami. Preferuje gleby wapienne.

## Znaczenie
Grzyb mikoryzowy. Jak wszystkie niemal strzępiaki jest trujący

## Gatunki podobne
Jest kilka podobnych gatunków strzępiaków: strzępiak torfowiskowy (Inocybe proximella), strzępiak poszarpany (Inocybe lacera), strzępiak wełnisty (Inocybe lanuginosa). Różnią się niewiele barwą oraz szczegółami  w budowie łusek i włókienek pokrywających kapelusz i trzon.